# Вьоса
Вьоса или Вовуса (на албански: Vjosë или Vjosa), също и Воюса, Воюша или Аоос (на гръцки: Αώος; на латински: Aous) е река в Северозападна Гърция и Южна Албания. Дължина 280 km (70 km в Гърция). Водосборен басейн 6706 km².

## Географска характеристика

### Извор, течение устие
Река Вьоса води началото си под името Аоос на 1687 m н.в., от платото Полицес в планината Мавровуни (част от планинската система Пинд), на север от прохода Зигос, на 4 km североизточно от град Мецово. В горното си течение образува дълбок каньон между планините Смолика (на север) и Тимфи (на юг), който каньон е част от националния парк Викос-Аоос. След гръцкия град Коница долината на Аоос се разширява, но остава планинският ѝ характер. След устието на най-големия ѝ десен приток река Сарандапорос преминава на албанска територия под името Вьоса. Оттам до устието си Вьоса тече в северозападна посока в по-широка, но планинска долина между албанските планини Немърчка (2495 m), Дембели (2050 m) и Гриба (2130 m) на югозапад и Грамос (2523 m) и Кярища (1248 m) на североизток. В района на град Селеница излиза от планините и навлиза в крайбрежната равнина Музакия, където долината ѝ става широка и плитка, в която Вьоса силно меандрира. Влива се в Адриатическо море на 20 km северозападно от град Вльора.
В античността Вьоса е протичала на север покрай хълма, на който е бил разположен античния илирийски град Аполония. На север от устието на реката, по старото ѝ корито е изграден канал за напояване.

### Водосборен басейн, притоци
Водосборният басейн на река Вьоса е с площ от 6706 km², като около 20% от него е на територията на Гърция, останалите около 80% са на албанска територия. На север водосборният басейн на Вьоса граничи с водосборния басейн на река Семани (от басейна на Адриатическо море), на североизток и изток – с водосборните басейни на реките Алиакмон и Пеней (от басейна на Егейско море), а на юг и югозапад – с водосборните басейни на реките Тиамис, Павла и Каляса (от басейна на Йонийско море) и Дукати (от басейна на Адриатическо море).
Основни притоци:
- леви – Войдоматис (15 km), Дрино (85 km, 1320 km²), Бенча, Шушица (80 km);
- десни – Сарандапорос (50 km, 870 km²), Ленгатица, Дешница, Люфтиня.

### Хидроложки показатели
Река Вьоса има предимно дъждовно подхранване, с характерно за региона високо есенно-зимно (от октомври до март) и вторично (по-слабо) пролетно (април и май) пълноводие. Маловодието е през лятото, от юли до септември. Среден годишен отток в устието 160 m³/sec.

## Стопанско значение, селища
В горното течение на реката (на гръцка територия) и изграден сравнително голям язовир, водите на който се използват за производство на електроенергия, промишлено и битово водоснабдяване, а в средното долното (на албанска територия) – предимно за напояване. Вьоса е местообитание на 18 вида риби, а край реката гнездят 200 вида птици, сред които някои защитени от закона видове като къдроглав пеликан, червена каня.
Горното течение на Вьоса поради проломния характер на долината ѝ е слабо населено, като най-голямото селище е град Коница. Средното и долно течение, в Албания, е много по-гъсто заселено, но селищата са предимно малки, като по-големите са Пърмет и Тепелена.

## Галерия
- Извития мост при Коница
- Дефилето на Келкира
- Вьоса край край град Тепелена
- Вьоса от античния град Бейлис